# Gonoclostera timonides
Gonoclostera timonides är en fjärilsart som beskrevs av Bremer 1864. Gonoclostera timonides ingår i släktet Gonoclostera och familjen tandspinnare. Inga underarter finns listade i Catalogue of Life.